# Прокоп'євська Салда
Проко́п'євська Салда́ (рос. Прокопьевская Салда) — село у складі Верхотурського міського округу Свердловської області.
Населення — 336 осіб (2010, 449 у 2002).
Національний склад населення станом на 2002 рік: росіяни — 92 %.